# Lagarosiphon hydrilloides
Lagarosiphon hydrilloides là một loài thực vật có hoa trong họ Hydrocharitaceae. Loài này được Rendle mô tả khoa học đầu tiên năm 1895.